# بول آرثر دي باكر
بول آرثر دي باكر (7 فبراير 1883 – 2 أكتوبر 1956) هو سبّاح بلجيكي راحل، مثّل بلاده في الألعاب الأولمبية الصيفية 1920.

## روابط خارجية
بول آرثر دي باكر على موقع اللجنة الأولمبية الدولية (الإنجليزية)
- بول آرثر دي باكر على موقع أوليمبيديا (الإنجليزية)